# Klassiek Latijn
Het klassiek Latijn is de taal die door de Romeinen gesproken werd in de klassieke oudheid. Het Latijn ('Latijns' is niet de correcte naam van deze taal) heeft verschillende verschijningsvormen gekend, waarvan klassiek Latijn er slechts één is. Oorspronkelijk was dit de taal van de Latijnen, maar door de groei en bloei van het Romeinse Rijk werd het Latijn de belangrijkste taal van het Middellandse Zeegebied, hoewel het Grieks die rol overnam in het oostelijke deel van het Romeinse Rijk.
Zoals elke taal heeft het Latijn zich ontwikkeld zolang het een levende taal was. Vóór 200 v.Chr. werd het Latijn vrij zelden geschreven, maar daarna ontwikkelde zich snel een rijke literaire traditie, aanvankelijk onder sterke invloed van de Griekse literatuur. De taal nam veel Griekse woorden over in de vorm van zowel leenwoorden als leenvertalingen.
In de 1e eeuw v.Chr. raakte de geschreven taal gestandaardiseerd en deze zou sindsdien weinig meer veranderen. Dat is het klassiek Latijn zoals dat nog steeds wordt onderwezen. Daarnaast ontstonden verschillende dialecten in het uitgestrekte rijk, die door de eeuwen heen steeds meer van elkaar gingen verschillen. Samen worden deze dialecten vulgair Latijn genoemd. Omdat ze niet of nauwelijks op schrift werden gesteld is de kennis over het vulgair Latijn voornamelijk afgeleid uit de latere talen die eruit ontstonden.
In de middeleeuwen verdween klassiek Latijn als spreektaal, om vervangen te worden door de Romaanse talen, behalve in de Kerkelijke Staat rond Rome, in kloosters en in de wetenschap. Deze vorm van het Latijn evolueerde naar het praktisch gerichte Kerklatijn. In de renaissance kwam er weer aandacht voor de Latijnse literatuur uit de klassieke oudheid. Geïnspireerd op het literair overgeleverde klassieke Latijn, ontstond het Neolatijn, dat als lingua franca de internationale voertaal van de wetenschap werd. 
Generaties gymnasiumleerlingen zijn opgegroeid met een (beperkte) kennis van literair, klassiek Latijn.